# Октябр (Мішкинський район)
Октя́бр (рос. Октябрь, башк. Октябрь) — присілок у складі Мішкинського району Башкортостану, Росія. Входить до складу Чураєвської сільської ради.
Населення — 151 особа (2010; 145 у 2002).
Національний склад:
- марійці — 99 %